# 代力吉镇
代力吉镇，是中华人民共和国内蒙古自治区通辽市科尔沁左翼中旗下辖的一个乡镇级行政单位。

## 行政区划
代力吉镇下辖以下地区：
敖日布告嘎查、甘珠尔嘎查、代力吉嘎查、衙门艾勒嘎查、固日本花嘎查、包罕嘎查、东五井子嘎查、西五井子嘎查、后四井子嘎查、前四井子嘎查、查干敖日布告嘎查、双宝嘎查、后查巴灯嘎查、保安屯村、达有嘎查、努仁艾勒嘎查、尼鲁德嘎查、前查巴灯嘎查、道伦浩尼嘎查、迷仁艾勒嘎查、包罕林场和巴特根吐种畜场。